# La Neuville-Garnier
La Neuville-Garnier és un municipi francès, situat al departament de l'Oise i a la regió dels Alts de França. L'any 2007 tenia 277 habitants.

## Demografia

### Població
El 2007 la població de fet de La Neuville-Garnier era de 277 persones. Hi havia 96 famílies de les quals 12 eren unipersonals (4 homes vivint sols i 8 dones vivint soles), 28 parelles sense fills, 40 parelles amb fills i 16 famílies monoparentals amb fills.
La població ha evolucionat segons el següent gràfic:
Habitants censats

### Habitatges
El 2007 hi havia 117 habitatges, 98 eren l'habitatge principal de la família, 14 eren segones residències i 4 estaven desocupats. 116 eren cases i 1 era un apartament. Dels 98 habitatges principals, 87 estaven ocupats pels seus propietaris, 7 estaven llogats i ocupats pels llogaters i 4 estaven cedits a títol gratuït; 4 tenien dues cambres, 13 en tenien tres, 35 en tenien quatre i 46 en tenien cinc o més. 87 habitatges disposaven pel capbaix d'una plaça de pàrquing. A 38 habitatges hi havia un automòbil i a 55 n'hi havia dos o més.

### Piràmide de població
La piràmide de població per edats i sexe el 2009 era:
| Homes | Edats   | Dones |
| ----- | ------- | ----- |
| 0     | 95 o +  | 0     |
| 0     | 90 a 94 | 4     |
| 0     | 85 a 89 | 0     |
| 0     | 80 a 84 | 0     |
| 0     | 75 a 79 | 0     |
| 8     | 70 a 74 | 0     |
| 8     | 65 a 69 | 12    |
| 4     | 60 a 64 | 0     |
| 4     | 55 a 59 | 4     |
| 4     | 50 a 54 | 12    |
| 8     | 45 a 49 | 12    |
| 20    | 40 a 44 | 8     |
| 12    | 35 a 39 | 12    |
| 4     | 30 a 34 | 16    |
| 16    | 25 a 29 | 4     |
| 16    | 20 a 24 | 4     |
| 4     | 15 a 19 | 12    |
| 16    | 10 a 14 | 12    |
| 12    | 5 a 9   | 8     |
| 4     | 0 a 4   | 16    |

## Economia
El 2007 la població en edat de treballar era de 185 persones, 145 eren actives i 40 eren inactives. De les 145 persones actives 130 estaven ocupades (69 homes i 61 dones) i 15 estaven aturades (7 homes i 8 dones). De les 40 persones inactives 13 estaven jubilades, 16 estaven estudiant i 11 estaven classificades com a «altres inactius».

### Ingressos
El 2009 a La Neuville-Garnier hi havia 99 unitats fiscals que integraven 268 persones, la mediana anual d'ingressos fiscals per persona era de 22.562 €.

### Activitats econòmiques
Dels 14 establiments que hi havia el 2007, 1 era d'una empresa extractiva, 1 d'una empresa de fabricació d'altres productes industrials, 6 d'empreses de construcció, 2 d'empreses de comerç i reparació d'automòbils, 1 d'una empresa immobiliària i 3 d'empreses de serveis.
Dels 7 establiments de servei als particulars que hi havia el 2009, 1 era un paleta, 1 fusteria, 1 lampisteria, 3 electricistes i 1 agència immobiliària.

## Poblacions més properes
El següent diagrama mostra les poblacions més properes.